# Rhaphidolejeunea foliicola
Rhaphidolejeunea foliicola là một loài Rêu trong họ Lejeuneaceae. Loài này được (Horik.) P.C. Chen mô tả khoa học đầu tiên năm 1955.